# Petersberg, Saale-Holzland
Petersberg là một đô thị thuộc huyện Saale-Holzland, trong bang Thüringen, Đức. Đô thị Petersberg, Saale-Holzland có diện tích 8,38 km².